# Monte Lantoy
Monte Lantoy es una montaña de 593 metros (1.945 pies) ubicado a 10 kilómetros hacia el interior del municipio de Argao, en la isla de Cebú parte del país asiático de Filipinas.
El monte Lantoy fue declarado como reserva forestal de cuencas en virtud de la Proclamación Presidencial n.º 414 del 29 de junio de 1994. El área protegida inicial de 7.265 hectáreas se redujo en diciembre de 2006 a través de una nueva Orden Ejecutiva emitida por la presidenta Gloria Macapagal Arroyo, a solo 3000 hectáreas.